# Elevador de vaixells

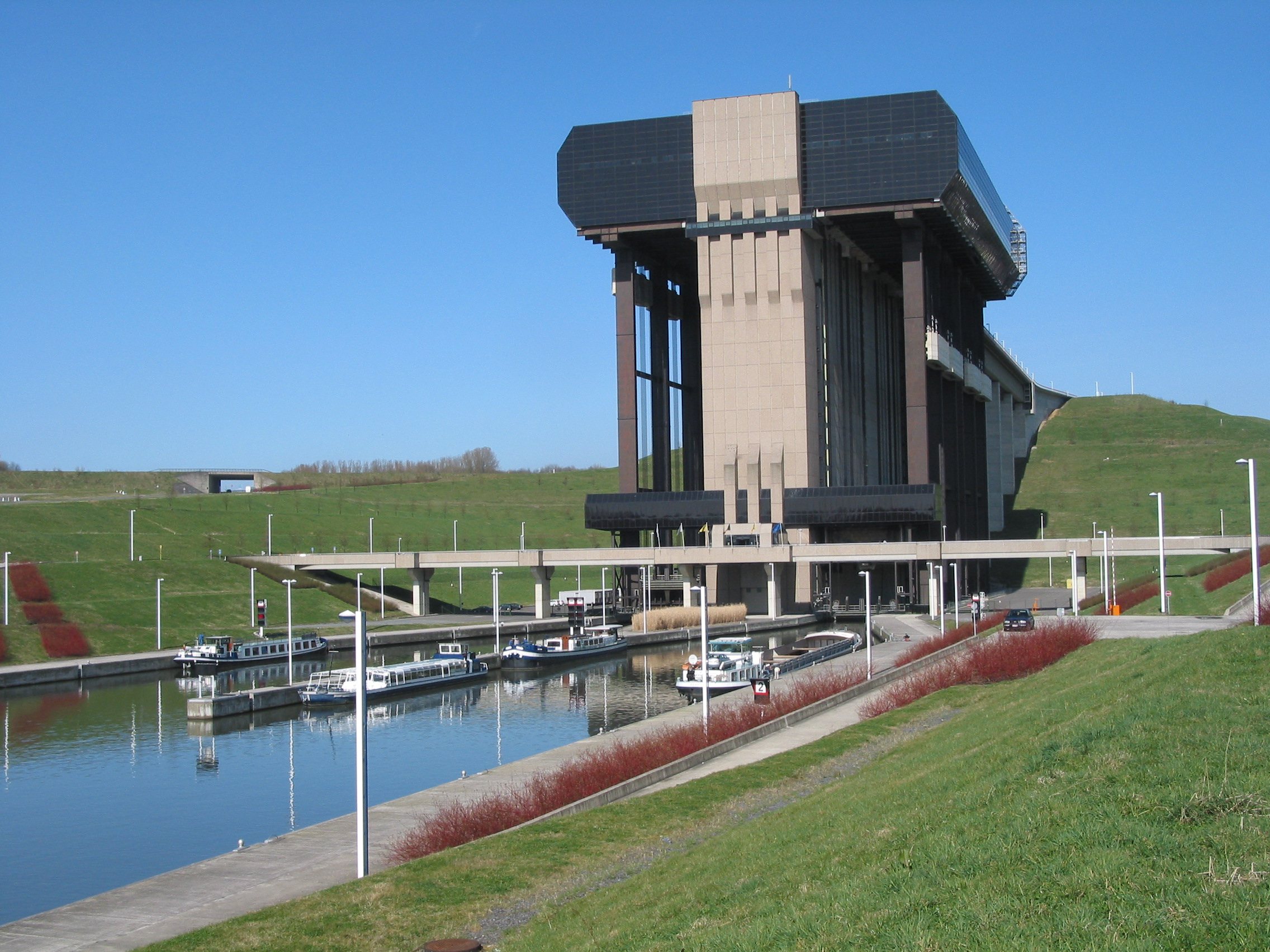
Strépy-Thieu boat lift (Bèlgica, Wallonia)

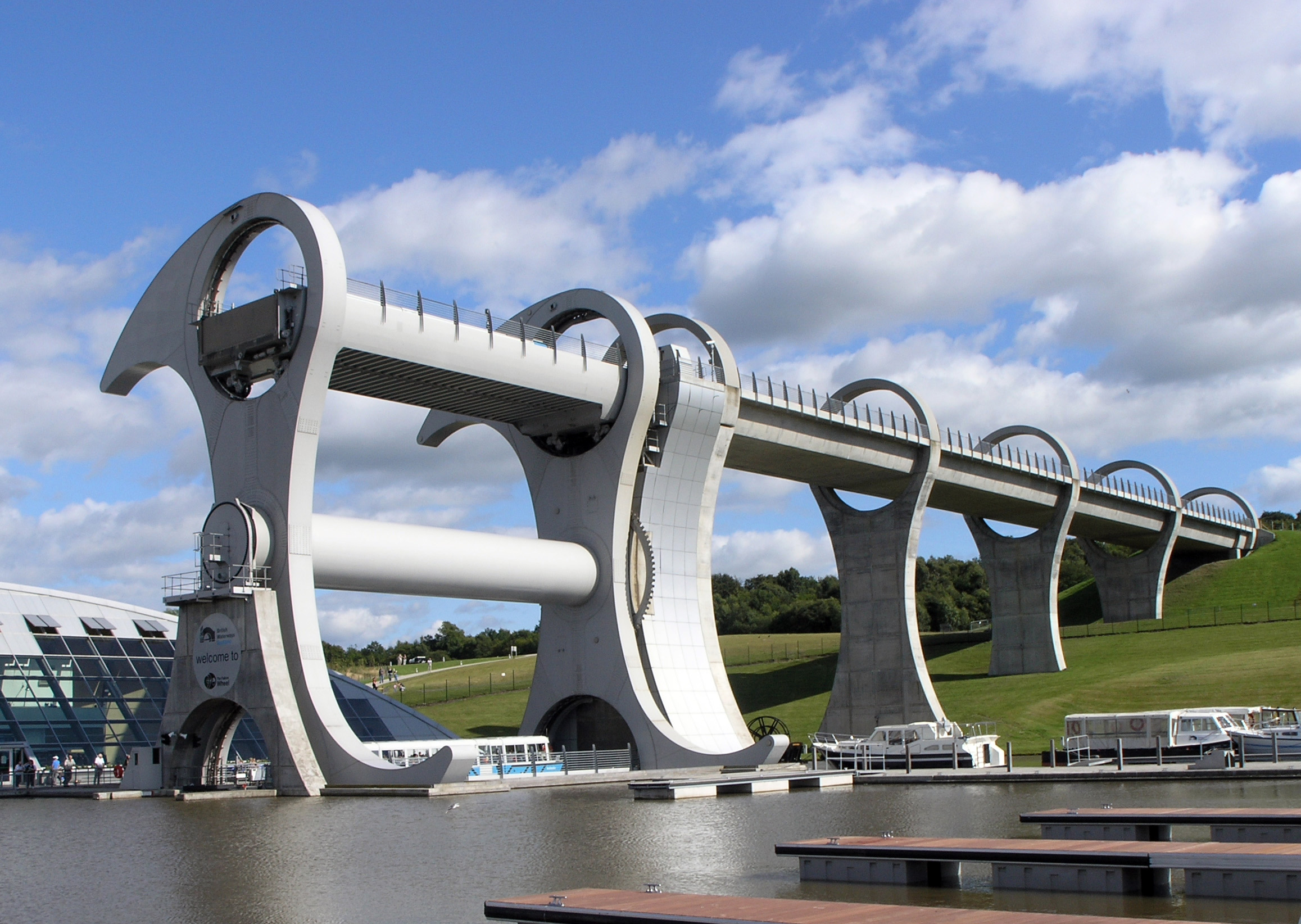
The Falkirk Wheel (Escòcia)

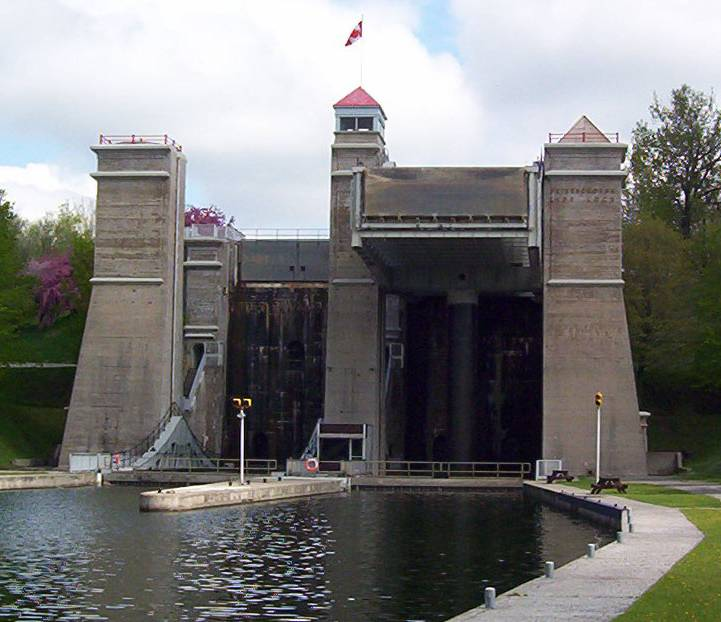
Peterborough Lift Lock (Canadà)

Un elevador de vaixells és una màquina o infraestructura per transportar els vaixells entre les aigües de dues elevacions diferents, i és una alternativa a les rescloses.
Poden ser traslladats verticalment, com a Alemanya, Bèlgica, l'elevador de "Les Fontinettes" a França o l'Anderton boat lift a Anglaterra, o rotacional, com el Falkirk Wheel a Escòcia.